# Hwange
Hwange is een plaats in Zimbabwe in de provincie Matabeleland North. Hwange ligt in het district van Hwange, wat in het noordwesten ligt van Zimbabwe, bij de grenzen met Zambia en Botswana. Er wonen volgens een census uit 2012 37.522 mensen. De A8 verbindt Hwange met de Victoriawatervallen, die 102 km ten noordwesten van Hwange liggen. Hwange ligt 770 meter boven de zeespiegel.

## Geschiedenis
Hwange is vernoemd naar de opperhoofd van het Zwange-volk toen de stad in 1903 werd gesticht. Tot 1982 heette Hwange Wankie. Hwange is sinds 1901 vooral bekend als een mijnstreek.

## Omgeving
Hwange ligt vlak bij het Hwange Nationaal Park dat een oppervlak heeft van 14.000 km². De stad kan indirect  meeprofiteren van het toerisme dat dit park krijgt. Hwange ligt 11 kilometer van de rivier Dekka.

## Klimaat
Hwange en omgeving hebben een warm steppeklimaat (code BSh volgens de klimaatclassificatie van Köppen) met een droge periode in de wintermaanden mei t/m september. Oktober is de warmste maand, daarna daalt de temperatuur enigszins vanwege de zomerregens.
| Maand                  | jan   | feb   | mrt  | apr  | mei  | jun  | jul  | aug  | sep  | okt  | nov  | dec   | Jaar  |
| ---------------------- | ----- | ----- | ---- | ---- | ---- | ---- | ---- | ---- | ---- | ---- | ---- | ----- | ----- |
| Gemiddeld maximum (°C) | 29,2  | 28,9  | 28,8 | 27,9 | 26,2 | 24,0 | 24,1 | 26,9 | 30,9 | 32,1 | 31,7 | 29,7  | 28,4  |
| Gemiddeld minimum (°C) | 18,1  | 17,7  | 16,8 | 13,4 | 8,7  | 4,9  | 4,6  | 7,2  | 12,1 | 16,0 | 17,5 | 18,0  | 12,9  |
|                        |       |       |      |      |      |      |      |      |      |      |      |       |       |
| Neerslag (mm)          | 145,1 | 128,9 | 57,1 | 20,3 | 2,6  | 0,1  | 0,0  | 0,6  | 1,6  | 21,4 | 55,8 | 126,5 | 560,0 |
| Bron:                  |       |       |      |      |      |      |      |      |      |      |      |       |       |

## Reizen
In Hwanga is een vliegveld genaamd WKI Hwange Town Airport. De stad staat via een weg in verbinding met de A8. Ook is er een spoorweg langs Hwange, die van de Victoriawatervallen naar Bulawayo loopt: De op een na grootste stad van Zimbabwe. Er is echter geen treinstation in Hwange.

## Sport
De voetbalclub uit Hwange genaamd Hwange Colliery FC heeft driemaal de Beker van Zimbabwe gewonnen. De eerste keer was in 1970, de tweede keer in 1973 en de laatste keer in 1991. Vroeger heette de voetbalclub Wankie Colliery F.C.. De wedstrijden worden gespeeld in het Colliery Stadium, waar zo'n 15.000 mensen in kunnen. Ook doet de voetbalclub mee aan de Zimbabwe Premier Soccer League. Deze heeft zij nog nooit gewonnen.

## De mijnramp van Wankie
In juni 1972 vond er een mijnramp in Hwange plaats die veel slachtoffers eiste. Het was een van de meest dodelijke mijnrampen in de geschiedenis van het land. De ramp ontstond door een ondergrondse explosie. Deze ramp kostte 427 levens, waaronder 391 Afrikanen en 36 Europeanen.

## Geboren
- Marvelous Nakamba (1994), voetballer